# Commissaire européen à l'Agriculture et au Développement rural

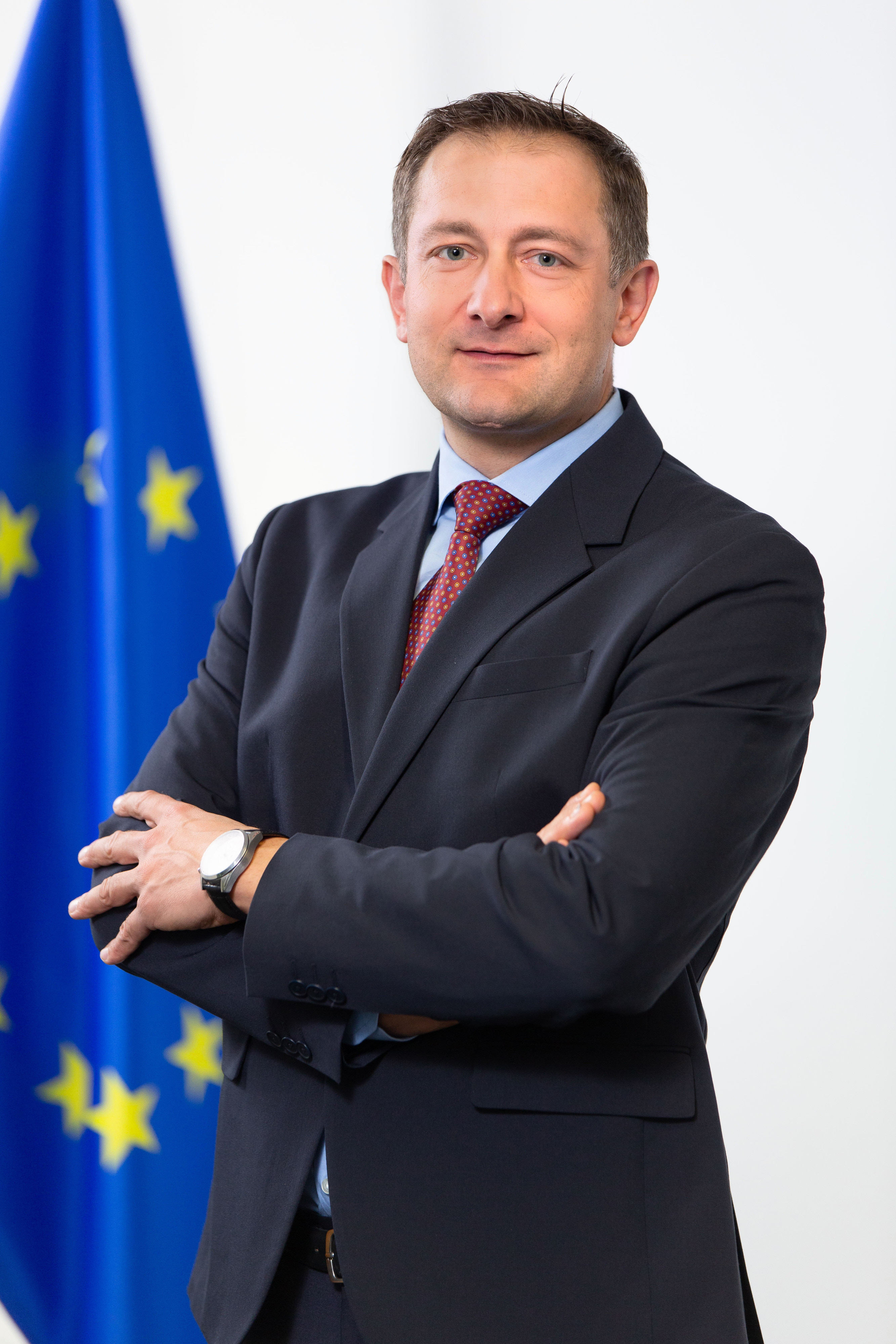
Christophe Hansen, actuel commissaire européen.

Le commissaire européen à l'Agriculture et à l'Alimentation est un poste de la Commission européenne, actuellement occupé par Christophe Hansen. 
Le poste recouvre les questions rurales, et notamment la politique agricole commune (PAC) qui représente 44 % du budget de l'Union européenne. L'expression « développement rural » apparait avec la commission Delors II. Le poste a été lié aux questions de pêche avant que celles-ci aient leur propre commissaire.

## Liste des commissaires
| Nom                      | Pays       | Période     | Commission                                              |
| ------------------------ | ---------- | ----------- | ------------------------------------------------------- |
| Sicco Mansholt           | Pays-Bas   | 1958-1972   | Commission Hallstein I et Hallstein II, Rey et Malfatti |
| Carlo Scarascia-Mugnozza | Italie     | 1972-1973   | Commission Mansholt                                     |
| Pierre Lardinois         | Pays-Bas   | 1973-1977   | Commission Ortoli                                       |
| Finn Olav Gundelach      | Danemark   | 1977-1981   | Commission Jenkins et Thorn                             |
| Poul Dalsager            | Danemark   | 1981-1985   | Commission Thorn                                        |
| Frans Andriessen         | Pays-Bas   | 1985-1989   | Commission Delors I                                     |
| Ray MacSharry            | Irlande    | 1989-1992   | Commission Delors II                                    |
| René Steichen            | Luxembourg | 1992-1995   | Commission Delors III                                   |
| Franz Fischler           | Autriche   | 1995-2004   | Commission Santer, Marín et Prodi                       |
| Sandra Kalniete          | Lettonie   | 2004        | Commission Prodi                                        |
| Mariann Fischer Boel     | Danemark   | 2004-2010   | Commission Barroso I                                    |
| Dacian Cioloș            | Roumanie   | 2010-2014   | Commission Barroso II                                   |
| Phil Hogan               | Irlande    | 2014-2019   | Commission Juncker                                      |
| Janusz Wojciechowski     | Pologne    | 2019-2024   | Commission von der Leyen I                              |
| Christophe Hansen        | Luxembourg | Depuis 2024 | Commission von der Leyen II                             |